# 12-годинний біг
12-годинний біг — один із видів ультрамарафону, в якому кожен учасник намагається пробігти якнайбільше протягом 12 годин. Змагання зазвичай проводяться на колі від 1 до 2 км, але іноді на 400-метровому стадіоні. Деякі пробіги проходять на трасі трейлів, інші — на тротуарі в міському парку чи в горах (горний біг). Найкращі бігуни часто пробігають 100 км або більше (до 100 миль=161 км), залежно від умов. Деякі учасники мають команду помічників, інші розміщують все необхідне у стартовій зоні, з гарним доступом на кожному колі.

## Рекорди
|           | Жінки       | Жінки          | Жінки        | Жінки                 | Чоловіки  | Чоловіки   | Чоловіки   | Чоловіки      |
| Результат | Спортсменка | Дата           | Місце        | Результат             | Спортсмен | Дата       | Місце      |               |
| --------- | ----------- | -------------- | ------------ | --------------------- | --------- | ---------- | ---------- | ------------- |
| Шосе      | 144,840     | Енн Тресон     | 4.5.1991     | Нью-Йорк (Квінз), США | 162,543   | Яніс Курос | 7.11.1984  | Нью-Йорк, США |
| Стадіон   | 149,130     | Камілла Херрон | 9/10.12.2017 | Фінікс США            | 163,785   | Цах Біттер | 14.12.2013 | Фінікс, США   |

## Виноски
1. ↑  Якщо коло коротше 1 км, напрямок бігу змінюється кожні 2-4 (іноді 6 годин)